# آندل (دهانه)
آندل یک دهانه برخوردی در ماه است.